# Peoria, Illinois
Peoria este un oraș universitar și sediu de comitat din statul Illinois al Statelor Unite ale Americii. Orașul, care avea în anul 2000, conform datelor furnizate de United States Census Bureau, 112.936 de locuitori, este și reședința comitatului omonim, Peoria.
A fost declarat oraș în anul 1845.

## Personalități născute aici
- Richard Pryor (1940 - 2005), actor.